# Ширинов, Юсиф Наби оглы
Юсиф Наби оглы Ширинов (азерб. Yusif Nəbi oğlu Şirinov; 10 января 1910, Джеватский уезд — ??) — советский азербайджанский организатор сельского хозяйства, Герой Социалистического Труда (1948). Мастер хлопка Азербайджанской ССР (1957)

## Биография
Родился 10 января 1910 года в селе Чагар Джеватского уезда Бакинской губернии (ныне село в Имишлинском районе Азербайджана).
В 1929—1970 годах — счетовод колхоза имени Орджоникидзе, заведующий отделом Имишлинского райкома партии, председатель колхоза имени Жданова Имишлинского района.
Юсиф Ширинов проявил себя на работе требовательным к себе и окружающим и умелым руководителем. Под руководством Ширинова колхоз регулярно добивался высоких результатов в производстве хлопка и животноводстве. В 1947 году чабаны колхоза под руководством Юсифа Ширинова вырастили от 1212 грубошерстных овцематок 1462 ягненка при среднем весе ягнят к отбивке 41,5 килограмма. В 1958 году животноводы колхоза получили от 100 овец 105 ягнят, от 100 коров 98 телят. В 1956 году колхозники хозяйства получили урожай хлопка 31 центнер с гектара на площади 570 гектаров, в 1957 году — 27,3 центнеров с гектара на площади 570 гектаров, в 1958 году — 26,4 центнеров с гектара на площади 586 гектаров, выполняя годовые планы на 141, 143 и 139,3 процентов соответственно.
Указом Президиума Верховного Совета СССР от 17 августа 1948 года за получение в 1947 году высокой продуктивности животноводства Ширинову Юсифу присвоено звание Героя Социалистического Труда с вручением ордена Ленина и золотой медали «Серп и Молот».
Активно участвовал в общественной жизни Азербайджана. Член КПСС с 1938 года. Делегат XVII, XXI, XXII, XXIII съездов КП Азербайджана. Депутат Верховного Совета Азербайджанской ССР 5-го созыва.
С 1970 года — пенсионер союзного значения.